# Resolutie 1537 Veiligheidsraad Verenigde Naties
Resolutie 1537 van de Veiligheidsraad van de Verenigde Naties werd unaniem door de VN-Veiligheidsraad aangenomen op 30 maart 2004 en verlengde de vredesmacht in Sierra Leone.

## Achtergrond
In Sierra Leone waren al jarenlang etnische spanningen tussen verschillende bevolkingsgroepen. In 1978 werd het een eenpartijstaat met een regering die gekenmerkt werd door corruptie en wanbeheer van onder meer de belangrijke diamantmijnen. Intussen was in buurland Liberia al een bloedige burgeroorlog aan de gang, en in 1991 braken ook in Sierra Leone vijandelijkheden uit. In de volgende jaren kwamen twee junta's aan de macht, waarvan vooral de laatste een schrikbewind voerde. Zij werden eind 1998 met behulp van buitenlandse troepen verjaagd, maar begonnen begin 1999 een bloedige terreurcampagne. Pas in 2002 legden ze de wapens neer.

## Inhoud

### Waarnemingen
Er werd vooruitgang geboekt naar de maatstaven waarnaar de UNAMSIL-vredesmissie kon worden afgebouwd. Er waren echter nog steeds problemen, zoals de capaciteiten van de Sierra Leoonse politie en leger om de vrede en veiligheid te handhaven. Het was van belang dat Sierra Leone de controle verwierf over heel haar grondgebied, en vooral de gevoelige diamantregio's en de grensstreken. Ook moesten in mei 2004 vrije, eerlijke en transparante verkiezingen worden gehouden.
Volgens de secretaris-generaal moest de sterk afgebouwde VN-vredesmacht in Sierra Leone blijven. Doch moest het land zo snel mogelijk verantwoordelijk worden voor haar nationale veiligheid.

### Handelingen
Het mandaat van UNAMSIL werd aldus met 6 maanden uitgebreid, tot 30 september. De secretaris-generaal ging de afbouw van de militaire sterkte meer geleidelijk laten verlopen. Bij Sierra Leone werd aangedrongen de politie, het leger en justitie verder uit te bouwen, zodat het zelf de ordehandhaving kon overnemen. Vanaf 1 januari 2005 zou voor een eerste periode van 6 maanden een afgebouwde UNAMSIL-missie ter plaatse blijven. Het aantal troepen moest zijn verminderd van 5000 in december 2004 tot 3250 op 28 februari 2005, met 141 militaire waarnemers en 80 politiepersoneelsleden.

## Verwante resoluties
- Resolutie 1492 Veiligheidsraad Verenigde Naties (2003)
- Resolutie 1508 Veiligheidsraad Verenigde Naties (2003)
- Resolutie 1562 Veiligheidsraad Verenigde Naties
- Resolutie 1610 Veiligheidsraad Verenigde Naties (2005)

Lijst ·  1522 ·  1523 ·  1524 ·  1525 ·  1526 ·  1527 ·  1528 ·  1529 ·  1530 ·  1531 ·  1532 ·  1533 ·  1534 ·  1535 ·  1536 ·  1537 ·  1538 ·  1539 ·  1540 ·  1541 ·  1542 ·  1543 ·  1544 ·  1545 ·  1546 ·  1547 ·  1548 ·  1549 ·  1550 ·  1551 ·  1552 ·  1553 ·  1554 ·  1555 ·  1556 ·  1557 ·  1558 ·  1559 ·  1560 ·  1561 ·  1562 ·  1563 ·  1564 ·  1565 ·  1566 ·  1567 ·  1568 ·  1569 ·  1570 ·  1571 ·  1572 ·  1573 ·  1574 ·  1575 ·  1576 ·  1577 ·  1578 ·  1579 ·  1580